# Vinzenz Kiefer
Vinzenz Georg Kiefer (ur. 29 stycznia 1979 w Weilburgu) – niemiecki aktor telewizyjny, teatralny i filmowy.

## Życiorys

### Wczesne lata
Urodził się w Weilburgu w rodzinie katolickiej. Jego ojciec był nauczycielem religii, a matka śpiewaczką gospel. Wychował się ze starszą siostrą Dorkas Michaelą (ur. 21 czerwca 1972 w Offenbach am Main) w małej wiosce między dwoma gospodarstwami w Weilburgu nad rzeką Lahn. Lubił gonić kury, jak również budować domki w lesie i igrać z ogniem. Spędzał także czas na oglądaniu kolekcji filmów wideo rodziców takich jak Król królów, Zorro, Trzej muszkieterowie czy Przygody Robin Hooda, które były kluczowym doświadczeniem dla małego chłopca, a także filmy o piratach. Później doszły takie tytuły jak Batman i Legenda. Vinzenz ubierał się dość często w kostium Batmana, albo biegał, albo malował duże Z na drzwiach. 
Jako nastolatek opanował jazdę na skuterze, palił papierosy i miał przypisaną specjalną rangę w gangu, imponując dziewczynom. Podczas wizyty w studiu filmowym w Kolonii zaproponowano mu udział w produkcji telewizyjnej, jednak nie czuł się gotowy do opuszczenia swojego domu i przyjaciół i odrzucił propozycję. Po ukończeniu gimnazjum w Weilburgu, zamieszkał w Charlottenburg, dzielnicy Berlina.

### Kariera

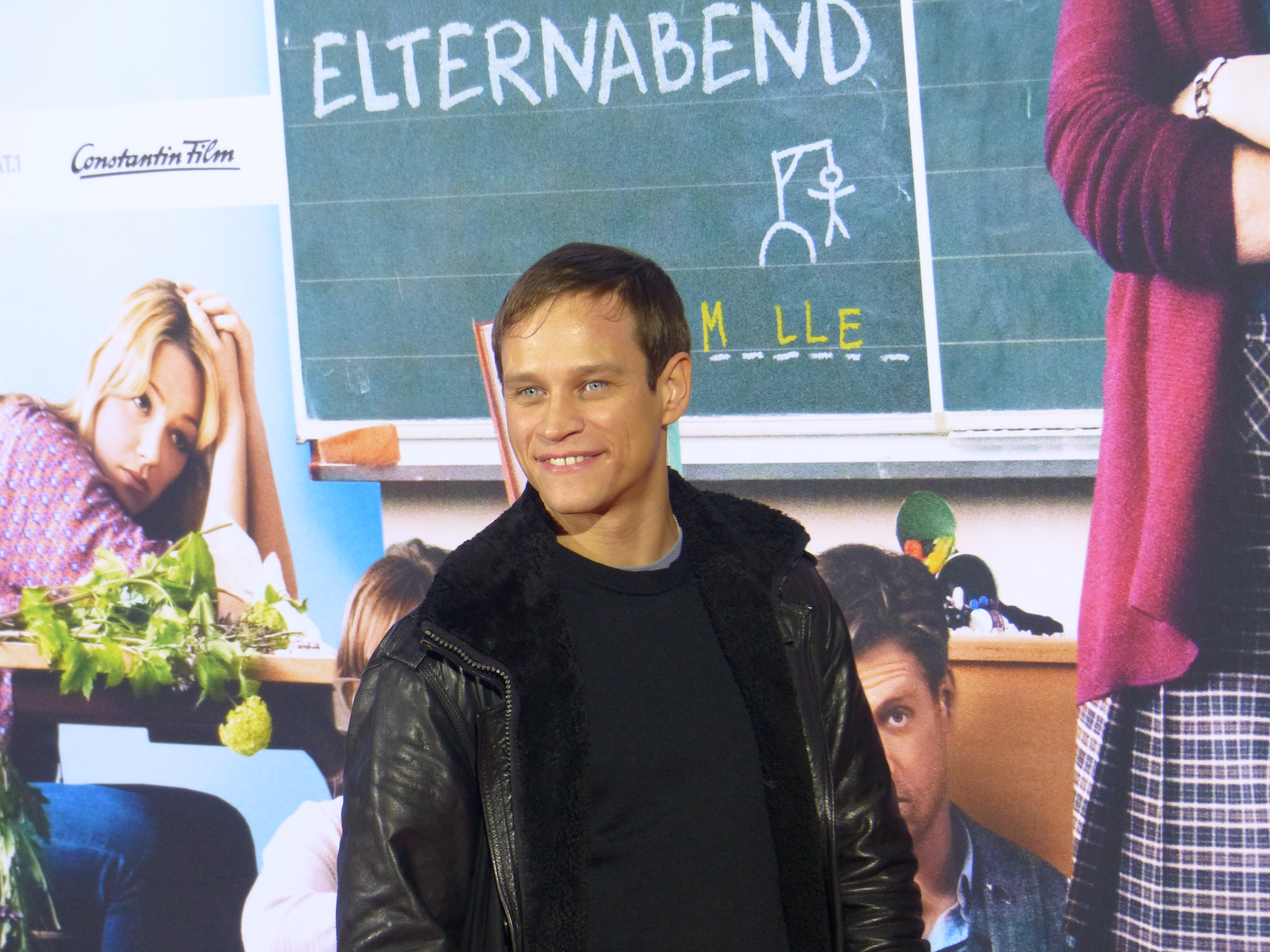
Vinzenz Kiefer (2015)

W latach 1997–98 grał postać Ralfa 'Illy' Illbrucka w operze mydlanej emitowanej na kanale RTL Unter Uns (Między nami). Za kreację Benniego Bahra w dramacie telewizyjnym W imieniu Pana (Im Namen des Herrn, 2004) i jako Michael Hirlinger w jednym z odcinków serialu ARD Tatort: Im Visier (2004) został uhonorowany nagrodą telewizyjną Günter Strack TV jako najlepszy młody aktor. 
W dramacie Uliego Edla Baader-Meinhof (2008), nominowanym do Oscara dla najlepszego filmu nieanglojęzycznego, wcielił się w postać terrorysty członka niemieckiej RAF – Petera-Jürgena Boocka. Można go było zobaczyć w dwuczęściowym filmie ProSieben Wilk morski (Der Seewolf), remake’u klasycznej powieści przygodowej Jacka Londona, ekranizacji powieści Johannesa Mario Simmela telewizji ZDF Miłość to tylko słowo (Liebe ist nur ein Wort, 2010), szeroko dyskutowanym dwuczęściowym dreszczowcu Sat.1 Granica (Die Grenze, 2010) jako szef bezpieczeństwa, prawicowy rywal Maximiliana Schnella (Thomas Kretschmann) i przeciwnik Rolfa Haasa (Benno Fürmann) oraz dramacie Doris Dörrie Szczęście (Glück, 2012) w roli bezdomnego punka o imieniu Kalle.
W lipcu 2013 wystąpił na scenie w roli Siegfrieda w spektaklu Die Nibelungen – Born to die wg Friedricha Hebbela.
Pod koniec sierpnia 2013, po odejściu Bena Jagera (Tom Beck) z serialu RTL Kobra – oddział specjalny (Alarm für Cobra 11 - Die Autobahnpolizei), w 35. sezonie został zaangażowany do roli Alexandra 'Alexa' Brandta, za którą w 2014 roku razem z Erdoğanem Atalayem (Semir Gerkhan) i Katją Woywood (Kim Krüger) był nominowany do nagrody Bambi. Opuścił serial po blisko dwóch latach na planie - czterech sezonach, na które złożyło się łącznie 31 odcinków.
W filmie sensacyjnym Paula Greengrassa Jason Bourne (2016) zagrał postać Christiana Dassaulta, przywódcy grupy hakerów. Wystąpił jako Conrad w sensacyjnym dramacie historycznym Medieval (2020) o generale Janie Žižce u boku Bena Forstera, Sir Michaela Caine’a i Tila Schweigera.

## Życie prywatne

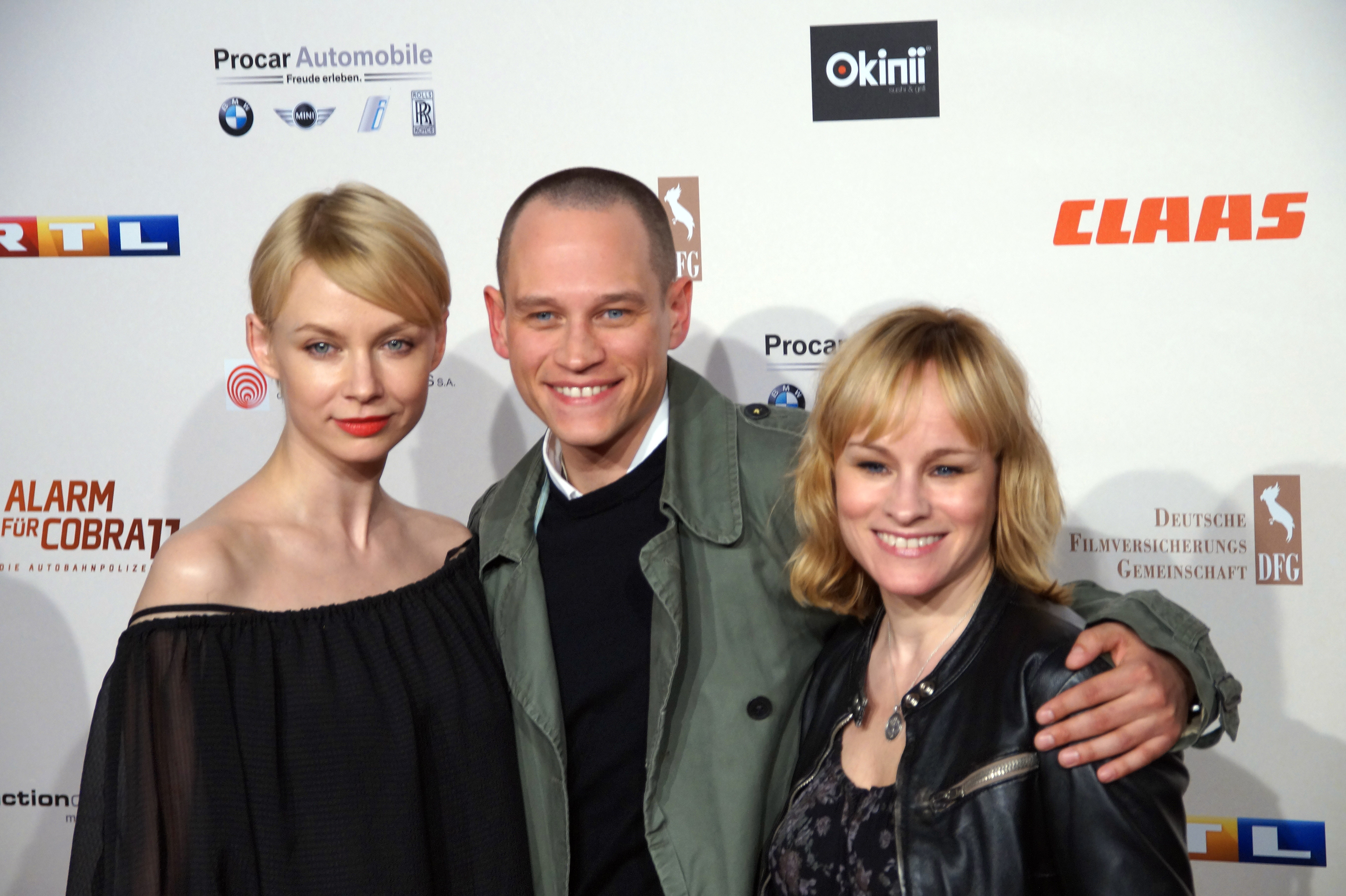
Masha Tokareva, Vinzenz Kiefer i Dorkas Kiefer na premierze 300. odcinka Kobra – oddział specjalny (2016)

W czerwcu 2016 w Umbrii we Włoszech ożenił się z rosyjską aktorką Maszą Tokarevą.

## Filmografia

### Filmy fabularne
- 2002: Poppitz jako Thorsten
- 2004: Wielkie życie (Beyond the Sea) jako boy hotelowy Las Vegas
- 2007: Free Rainer jako Junger Kollege - Titanic Show
- 2007: Was am Ende zählt jako Rico
- 2008: Höhere Gewalt jako Strecker
- 2008: Speed Racer jako szef załogi / kierowca Sempre Fi-Ber
- 2008: Baader-Meinhof jako Peter-Jürgen Boock
- 2012: Szczęście (Glück) jako Kalle
- 2013: Robin Hood jako Til Jäger
- 2014: Highway to Dhampus jako Nino Neumann
- 2016: Jason Bourne jako Christian Dassault
- 2019: T-34 jako Klaus Jäger

### Filmy TV
- 2001: Mein Vater und andere Betrüger jako Christian
- 2002: Seventeen – Mädchen sind die besseren Jungs (TV) jako Frankie
- 2004: Im Namen des Herrn jako Bennie Bahr
- 2004: Plötzlich berühmt jako Fritz
- 2007: Free Rainer jako Titanic Mann
- 2007: Schöne Aussicht jako Janosch
- 2008: Das Wunder von Berlin jako Freese
- 2008: Sklaven und Herren jako Tibor
- 2008: Der Seewolf jako Leach
- 2011: Die Tänzerin - Lebe Deinen Traum jako Tom

### Filmy krótkometrażowe
- 2000: Rausch jako Flo
- 2002: Seventeen jako Frankie
- 2005: Princes(s) jako Lucas
- 2008: Sara jako Vasa
- 2010: Die Grenze jako Kai Jansen
- 2010: Liebe ist nur ein Wort jako Oliver Mansfeld
- 2010: Der Uranberg jako Kurt Meinel
- 2011: Schreie der Vergessenen jako Thomas Bernau

### Seriale TV
- 1997–98: Unter Uns (Między nami)jako Ralf 'Illy' Illbruck
- 1998: Nasz Charly (Unser Charly) jako Rudi
- 1999: Stadtklinik jako Ralf Rümke
- 1999: Mallorca – Suche nach dem Paradies jako Lukas Stein
- 1999: Nasz Charly (Unser Charly) jako Matthias
- 2000: Die Motorrad-Cops: Hart am Limit jako Mark
- 2000: Die Wache jako Bernd Schlüter
- 2002: In aller Freundschaft jako Sven Kerner
- 2003: Ein Fall für zwei jako Herrmann Lachner
- 2003: Tatort (Miejsce zbrodni) jako Michael Hirlinger
- 2003: Das Duo jako Chris Götz
- 2003: Abschnitt 40 jako Michael 'Mick' Cuipek
- 2004: SOKO München jako Max Vogelsang
- 2004: Ein starkes Team jako Pattex
- 2004: SOKO Leipzig jako Andi Buckwitz
- 2004: Trautes Heim jako Nico
- 2005: Mit Herz und Handschellen jako Daniel Aderhold
- 2005: SOKO Köln jako Fabian Puchalla
- 2005: Ein Fall für zwei jako Christian Keller
- 2007: Küstenwache jako Nepomuk
- 2007: Verrückt nach Clara
- 2008: GSG 9 - Die Elite Einheit jako Sven Rautenberg
- 2008: Ein Fall für B.A.R.Z. jako Theo
- 2009: Kobra – oddział specjalny - odc. Braterska miłość (Bruderliebe) jako Dennis Kortmann
- 2009: Der Staatsanwalt jako Sascha Bach
- 2009: Küstenwache jako Mick von Wakenitz
- 2012: Die Draufgänger jako Janek Polanski
- 2012: Wilsberg jako Tobias Höcker
- 2013: Die letzte Spur jako Lukas Niemitz
- 2014–2015: Kobra – oddział specjalny (Alarm für Cobra 11 - Die Autobahnpolizei) jako Alexander „Alex” Brandt

## Nagrody i nominacje
| Rok  | Nagroda                                 | Kategoria                          | Tytuł                                                                   | Rezultat  |
| ---- | --------------------------------------- | ---------------------------------- | ----------------------------------------------------------------------- | --------- |
| 2004 | Nagroda telewizyjna im. Güntera Stracka | Najlepszy młody aktor              | Im Namen des Herrn (2004) Tatort (2003)                                 | Wygrana   |
| 2008 | Undine Award (Austria)                  | Najlepszy młody aktor drugoplanowy | Free Rainer (2007)                                                      | Nominacja |
| 2008 | GQ Award                                | Spadająca gwiazda roku             | –                                                                       | Wygrana   |
| 2014 | Bambi                                   | Telewizja - krajowa                | Kobra – oddział specjalny (2013) (z Erdoğanem Atalayem i Katją Woywood) | Nominacja |